# Rillzurichtung

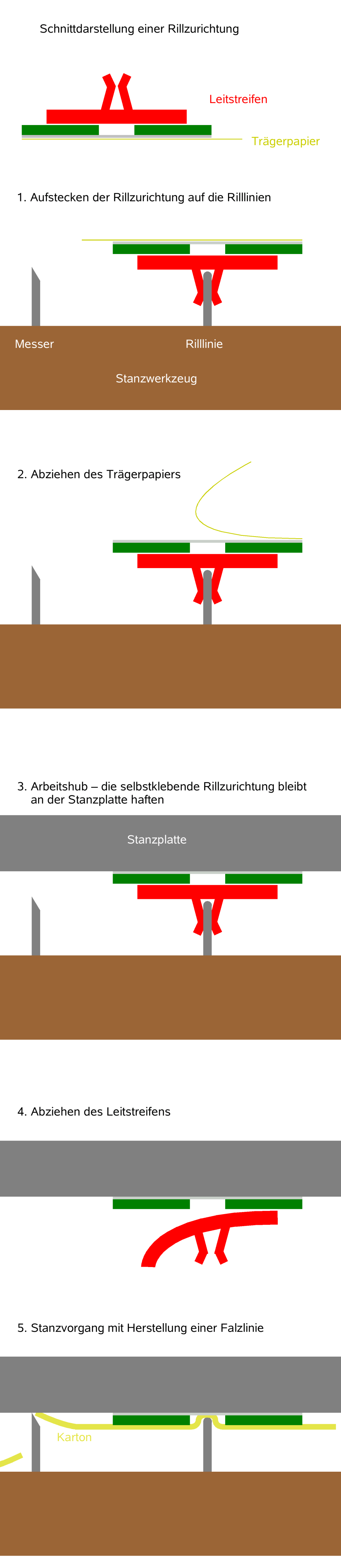
Schnittdarstellung einer Rillzurichtung und Anwendungsanleitung

Eine Rillzurichtung (auch: Zurichtstreifen bzw. Kanal-Fertignute) ist ein Hilfsmittel, das beim Stanzen von Karton und Wellpappe verwendet wird.

## Verwendung
Es handelt sich um Streifen, die auf dem Stanzwerkzeug auf die Rilllinien aufgesteckt werden; hierfür ist auf der Vorderseite ein Leitstreifen aus Kunststoff aufgeklebt, der auf die Rilllinien passt. Die Zurichtstreifen selbst bestehen ebenfalls aus Kunststoff (z. B. PVC) oder aus Pressspan, teilweise zusätzlich mit einer Metallfolie. Die Rückseite der Streifen ist selbstklebend und wird durch Ausführen eines Arbeitshubes der Stanzmaschine auf die Unterlage (Stanzplatte, eine Metallplatte) übertragen.
In der üblichen Form befindet sich in der Mitte des Streifens eine Vertiefung, der sogenannte Rillkanal. Beim Stanzen von Karton oder Wellpappe, hauptsächlich zur Herstellung von Faltschachteln, werden die Falzlinien erzeugt, indem die Rilllinien (stumpfe Metallstreifen, die eine etwas geringere Höhe aufweisen als die Stanzmesser) den Werkstoff in die Vertiefung hineinpressen.
Rillzurichtungen werden in Streifen von ca. 55 cm Länge oder als Rollen geliefert. Vor dem Aufstecken auf die Rilllinien müssen die Rillzurichtungen auf die richtige Länge zugeschnitten werden, wobei die Enden jeweils im 90°-Winkel zulaufen, damit an über Eck verlaufenden Rilllinien keine Lücke entsteht. Teilweise werden die Rillzurichtungen an den Enden abgeschrägt, damit sie keine sichtbaren Druckspuren auf der Wellpappe hinterlassen.

## Größen
Es werden Rillzurichtungen mit vielen verschiedenen Rillkanalgrößen hergestellt; die Breite (Rillnutbreite) liegt üblicherweise zwischen 1 mm und 5 mm, die Tiefe (Rillnuthöhe) zwischen 0,3 mm und 1,2 mm. Die Gesamtbreite des Streifens (Nutkanal) beträgt üblicherweise 12 mm bis 15 mm. Die verschiedenen Größen werden für die Verarbeitung unterschiedlich starker Kartons bzw. von Wellpappen mit unterschiedlicher Wellengröße und Grammatur gebraucht; sie werden üblicherweise mit Leitstreifen in unterschiedlichen Farben produziert, um Verwechslungen zu vermeiden.
Als Faustregel für die richtige Größe gilt: Die Rillnutbreite sollte das 1,5-Fache der Materialdicke plus die Stärke der Rilllinien betragen, die Rillnuthöhe sollte um 0,05 mm über der Materialdicke liegen. Bei Wellpappe ist nicht die Höhe der intakten Wellpappe, sondern die des komprimierten Materials entscheidend.
Wenn Rilllinien gebraucht werden, die nicht nach unten, sondern nach oben gewölbt sind, kommen Gegenriller zum Einsatz; diese haben anstelle der Vertiefung eine Erhöhung.

## Hersteller
Hersteller von Rillzurichtungen sind unter anderem die Firmen CITO SYSTEM GmbH in Schwaig, August Graef GNU GmbH in Wuppertal (Markenname: Pentra), Channel Matrix Pic in Wellingborough, Trimplex Limited in Dartford (diverse Markennamen), ManMat in Ballasalla bei Castletown (Isle of Man), SKOR in Chiesanuova (San Marino) und Kris in Mailand.

## Alternativen
Eine Alternative zu den Rillzurichtungen, die vor dem Stanzen von Hand in korrekter Länge zugeschnitten und aufgesteckt werden müssen, sind wiederverwendbare Rillmatrizen (auch: Rillma-Fertigmatrizen), z. B. aus Hartpapier (Pertinax).

Rillzurichtung
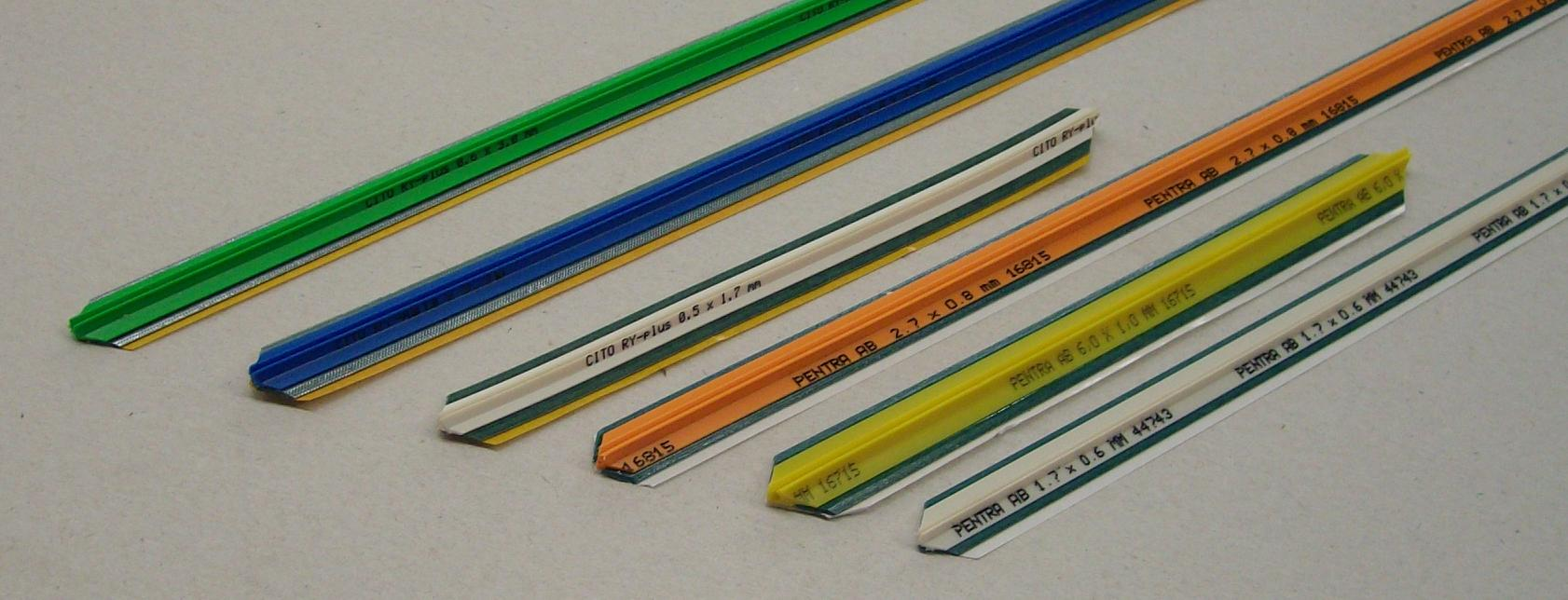
Rillzurichtungen der Marken Cito und Pentra in verschiedenen Größen
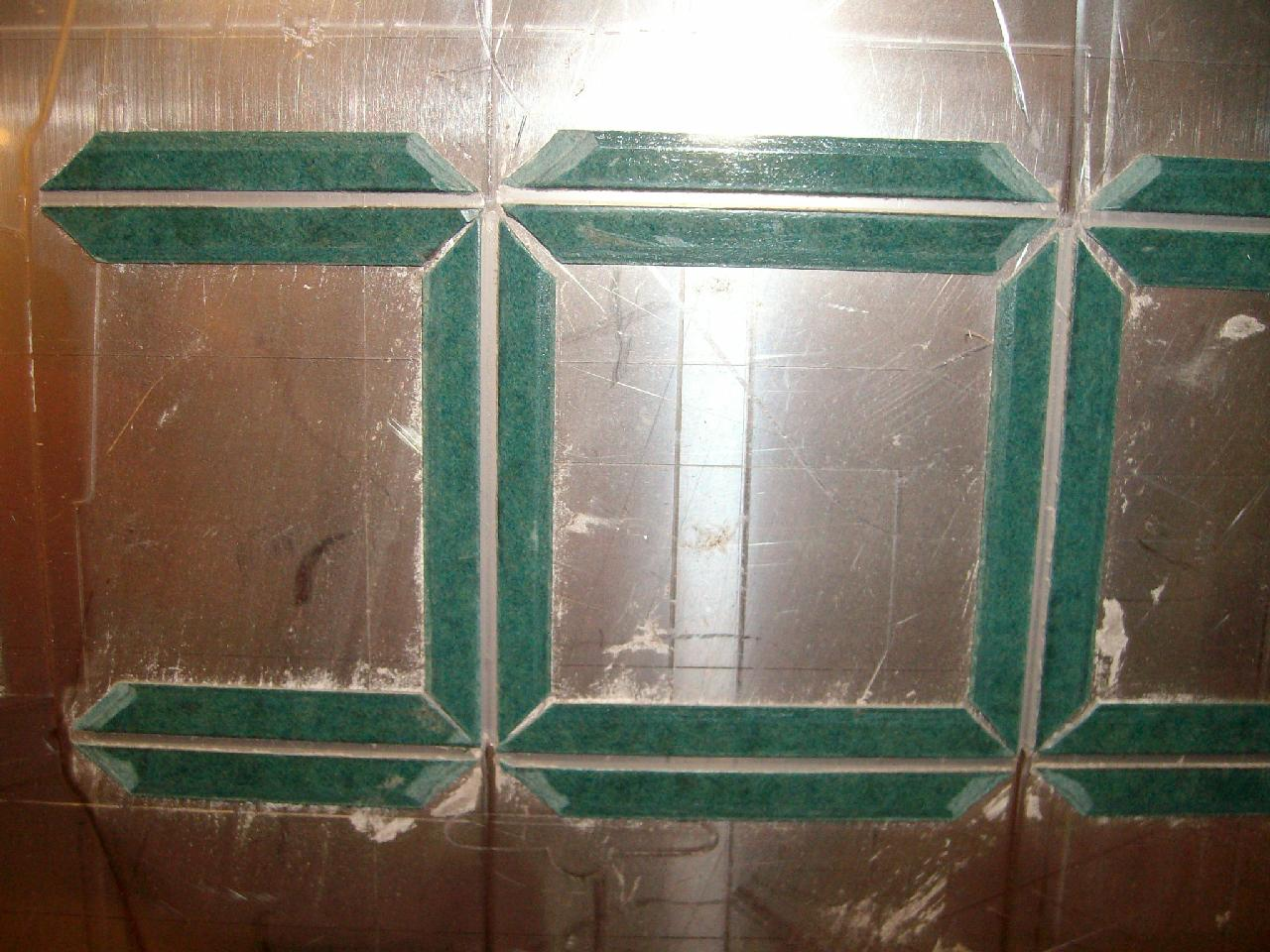
Rillzurichtung auf der Stanzplatte, die Leitstreifen wurden bereits entfernt